# Caroline Fournier
Pour les articles homonymes, voir Fournier.
Caroline Fournier (née le 7 mai 1975) est une athlète mauricienne, spécialiste du lancer du disque et du lancer du marteau.

## Biographie
Elle remporte le titre du lancer du marteau lors des championnats d'Afrique, en 1998 et 2000, et compte également trois médailles d'argent : au lancer du disque en 1996 et 1998, et au lancer du marteau en 2002. En 1999, elle s'adjuge le titre du lancer du marteau des Jeux africains.
Elle participe aux Jeux olympiques mais ne franchit pas le cap des qualifications.

### Palmarès
| Date | Compétition            | Lieu         | Résultat | Épreuve           | Performance |
| ---- | ---------------------- | ------------ | -------- | ----------------- | ----------- |
| 1995 | Jeux africains         | Harare       | 3e       | Lancer du disque  | 45,12 m     |
| 1996 | Championnats d'Afrique | Yaoundé      | 2e       | Lancer du disque  | 48,80 m     |
| 1998 | Championnats d'Afrique | Dakar        | 2e       | Lancer du disque  | 50,28 m     |
| 1998 | Championnats d'Afrique | Dakar        | 1re      | Lancer du marteau | 54,29 m     |
| 1998 | Jeux du Commonwealth   | Manchester   | 10e      | Lancer du disque  | 45,13 m     |
| 1998 | Jeux du Commonwealth   | Manchester   | 8e       | Lancer du marteau | 59,02 m     |
| 1999 | Jeux africains         | Johannesburg | 1re      | Lancer du marteau | 58,83 m     |
| 2000 | Championnats d'Afrique | Alger        | 1re      | Lancer du marteau | 59,60 m     |
| 2002 | Jeux du Commonwealth   | Manchester   | 10e      | Lancer du marteau | 56,65 m     |
| 2002 | Championnats d'Afrique | Radès        | 2e       | Lancer du marteau | 58,39 m     |

### Records
| Épreuve           | Performance | Lieu      | Date         |
| ----------------- | ----------- | --------- | ------------ |
| Lancer du disque  | 51,54 m     | Montreuil | 26 juin 1996 |
| Lancer du marteau | 62,06 m     | Montgeron | 29 juin 1996 |